# Emily Schöpf
Emily Schöpf (* 26. März 2000 in Feldkirch, Vorarlberg) ist eine österreichische Skirennläuferin. Sie gehört aktuell dem B-Kader des Österreichischen Skiverbandes an und ist auf die schnellen Disziplinen Abfahrt und Super-G spezialisiert.

## Biografie
Emily Schöpf stammt aus dem Montafon und begann im Alter von zwei Jahren in der Skischule Gargellen mit dem Skifahren. Sie besuchte die Schimittelschule Schruns und die Skitourismusschule Bad Hofgastein.
Im Alter von 16 Jahren bestritt sie am Pass Thurn ihre ersten FIS-Rennen. Ein erster internationaler Sieg im Jugendbereich gelang ihr im März 2018 beim CIT Arnold Lunn World Cup in Seefeld. Im folgenden Jahr kürte sie sich in Sankt Lambrecht zur österreichischen Jugendmeisterin im Riesenslalom. Bei ihren ersten und einzigen Juniorenweltmeisterschaften 2019 im Fassatal trat sie in allen Einzeldisziplinen außer der Abfahrt an, erreichte aber in keinem der Rennen das Ziel. Nach einem Kreuzbandriss gab sie im Jänner 2020 ihr Europacup-Debüt, konnte vorerst aber keine Spitzenplatzierungen belegen. Im April 2021 musste sie aufgrund einer COVID-19-Infektion, die ihr EKG beeinflusste, ihr Trainingspensum reduzieren. Acht Monate später feierte sie im Fassatal ihren ersten Europacupsieg und erreichte im selben Winter Rang vier in der Abfahrtswertung. Im Dezember 2022 erlitt sie einen Meniskuseinriss, konnte sich in der Europacup-Abfahrtswertung aber dennoch unter den besten zehn halten.
Mitte November 2023 wurde Schöpf im Training für die Weltcup-Abfahrt auf der Gran Becca mit einer Geschwindigkeit von 146,85 Kilometer pro Stunde gemessen, was einen neuen Weltrekord für Damen-Skirennen bedeutet hätte. Zeitnehmer Longines räumte jedoch einen technischen Fehler der Lichtschranke ein, wodurch die Messung für ungültig erklärt wurde. Ihre ersten Weltcuppunkte gewann Schöpf am 17. Februar 2024 bei der Abfahrt von Crans-Montana, als sie den 21. Platz belegte.  In der Saison 2023/24 gewann Schöpf erstmals die Abfahrtswertung des Europacups, wodurch sie einen Startplatz in der Abfahrt für die Weltcupsaison 2024/25 außerhalb des Nationenkontingents erhält. Zudem belegte sie Rang drei in der Europacup-Gesamtwertung, wodurch sie auch in allen anderen Disziplinen einen Fixstartplatz für die Saison 2024/25 erhält. Zu Saisonabschluss gewann Schöpf ihren ersten Staatsmeistertitel.
Im Oktober 2024 kam sie beim Super-G-Training in Chile zu Sturz und erlitt einen Kreuzband- und Außenmeniskusriss im linken Knie.

## Erfolge

### Weltcup
- 1 Platzierung unter den besten 30

### Weltcupwertungen
| Saison  | Gesamt | Gesamt | Abfahrt | Abfahrt |
| Saison  | Platz  | Punkte | Platz   | Punkte  |
| ------- | ------ | ------ | ------- | ------- |
| 2023/24 | 112.   | 10     | 42.     | 10      |

### Europacup
- Saison 2021/22: 4. Abfahrtswertung
- Saison 2022/23: 10. Abfahrtswertung
- Saison 2023/24: 1. Abfahrtswertung, 3. Gesamtwertung
- 5 Podestplätze, davon 3 Siege:

| Datum             | Ort      | Land       | Disziplin |
| ----------------- | -------- | ---------- | --------- |
| 19. Dezember 2021 | Fassatal | Italien    | Abfahrt   |
| 23. Januar 2024   | Orcières | Frankreich | Abfahrt   |
| 24. Januar 2024   | Orcières | Frankreich | Abfahrt   |

### Weitere Erfolge
- 1 österreichischer Meistertitel (Super-G 2024)
- Bronze bei den Österreichischen Meisterschaften im Riesenslalom 2022
- 1 österreichischer Jugendmeistertitel (Riesenslalom 2019)
- 3 Siege in FIS-Rennen